# Us (pel·lícula de 2019)
Us és una pel·lícula estatunidenca de terror de 2019 escrita i dirigida per Jordan Peele. És protagonitzada per Lupita Nyong'o, Winston Duke, Shahadi Wright Joseph, Evan Alex, Elisabeth Moss, i Tim Heidecker. El film segueix a Adelaide Wilson (Nyong’o) i la seua família que arriben per a passar l'estiu a la seua casa d'estiueig que tenen a Santa Cruz (Califòrnia). Allí seran atacats per un grup d'amenaçadors doppelgängers.
El projecte va ser anunciat el febrer de 2018, i la majoria del repartiment es va unir l'estiu d'eixe any. Peele va produir el film juntament amb Jason Blum i Sean McKittrick (amb el trio havent col·laborat anteriorment a Get Out i BlacKkKlansman), com també amb Ian Cooper. La filmació va tindre lloc del juliol a l'octubre de 2018 a Califòrnia, la majoria del temps a Los Angeles i Pasadena; però també a Santa Cruz.